# Tullyallen
Tullyallen (irisch Tulaigh Álainn, deutsch schöner Hügel) ist eine Kleinstadt (Town) im County Louth in der Republik Irland.

## Lage und Verkehrsanbindung
Tullyallen liegt etwa fünf Kilometer nordwestlich von Drogheda im Boyne Valley. Der Boyne fließt südlich der Ortschaft.
Durch die Siedlung führt die R168. Die M1 von Dublin nach Belfast verläuft östlich von Tullyallen. Im Süden befindet sich die N51 von Navan nach Drogheda.

## Einwohnerentwicklung
Die Zahl der Einwohner nahm nach 2006 stark zu.
| 1991 | 1996 | 2001 | 2006 | 2011 | 2016 | 2022 |
| ---- | ---- | ---- | ---- | ---- | ---- | ---- |
| 393  | 429  | 617  | 1036 | 1358 | 1547 | 1697 |

## Sehenswürdigkeiten
- Townley Hall wurde zwischen 1794 und 1798 nach Plänen des Architekten Francis Johnston errichtet.
- katholische Himmelfahrtskirche von 1898
- Reste der alten Zisterzienserabtei Mellifont Abbey (erste Zisterzienserabtei in Irland)

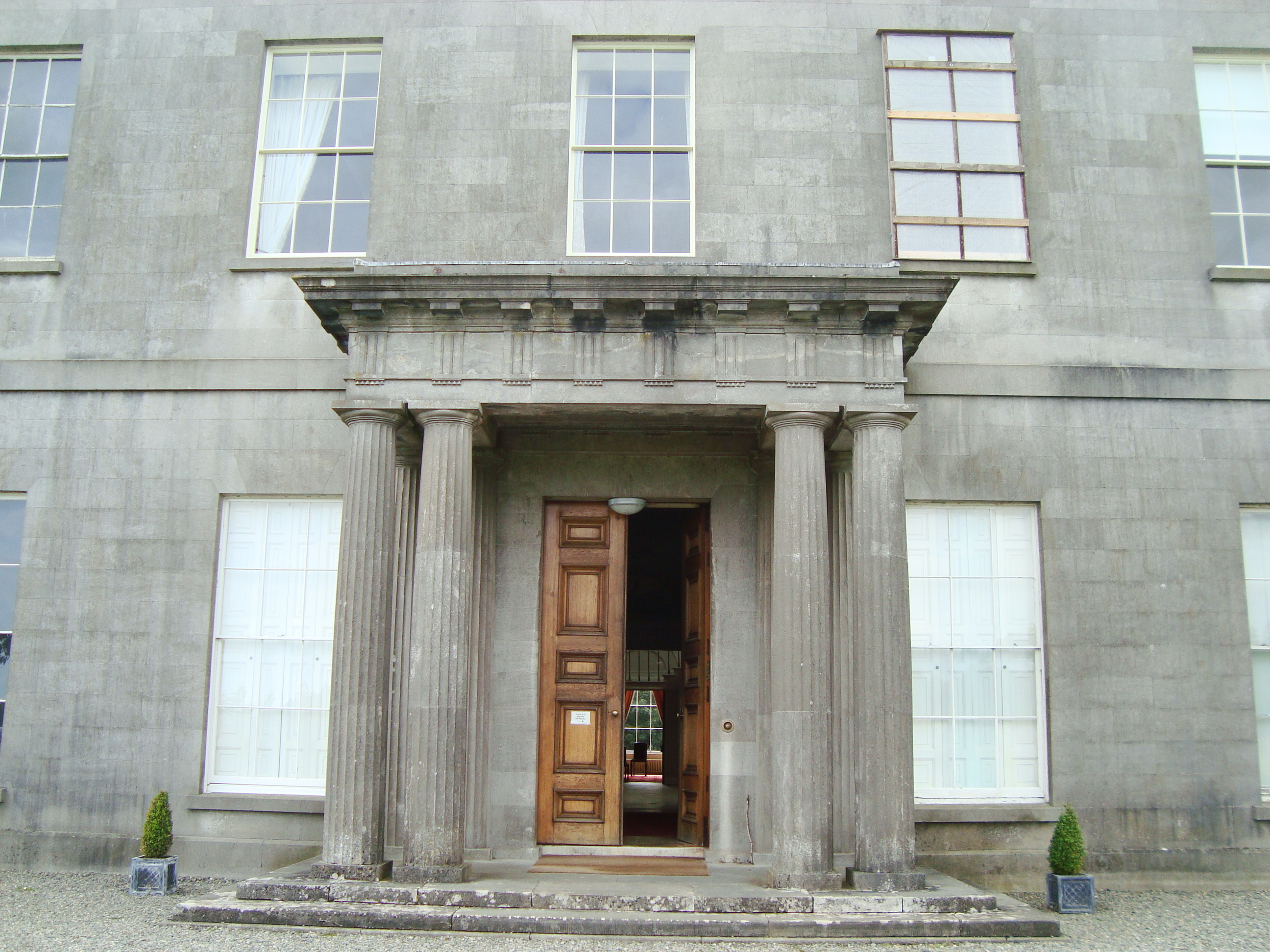
Eingang von Townley Hall